# Moryń
Moryń (deutsch Mohrin, früher Morin) ist eine Stadt in der polnischen Woiwodschaft Westpommern im Powiat Gryfiński (Greifenhagener Kreis). Sie ist zugleich Sitz einer Stadt- und Landgemeinde.

## Geographische Lage
Die Stadt  liegt in der Neumark, etwa 40 Kilometer östlich von Eberswalde am Jezioro Morzycko (Mohriner See) und der Słubia (Schlibbe), einem Nebenflüsschen der Oder. Der 3,62 km² große Mohriner See ist mit seiner Wassertiefe von 58,5 m einer der tiefsten Seen der Pommerschen Seenplatte.

## Geschichte

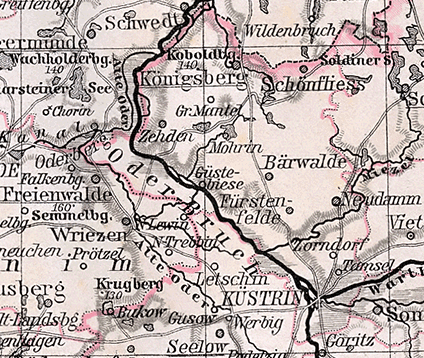
Mohrin nordöstlich des Oderbruchs und nordwestlich der Stadt Bärwalde auf einer Landkarte von 1905.

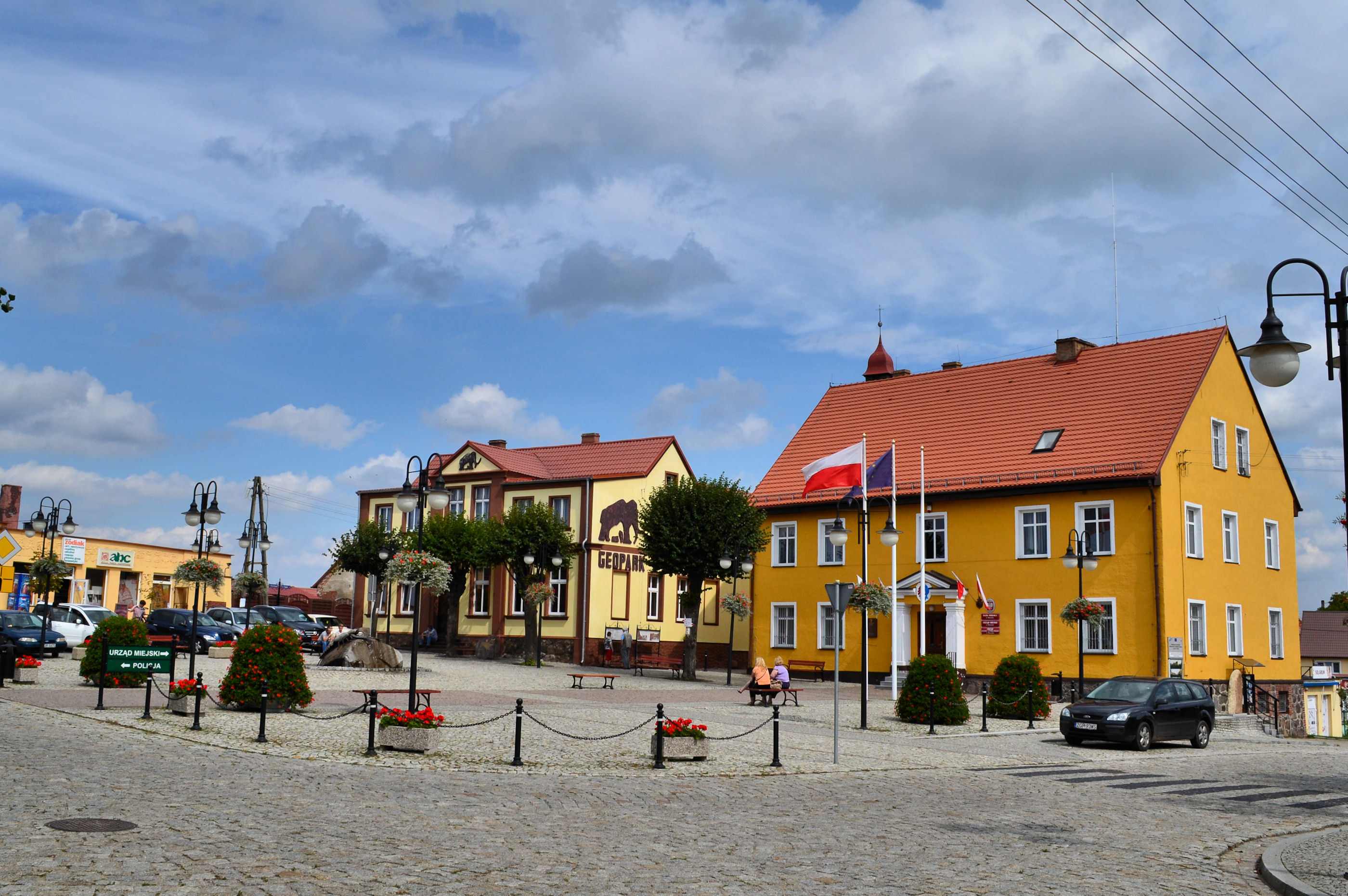
Stadtzentrum mit Rathaus und Krebs-Denkmal

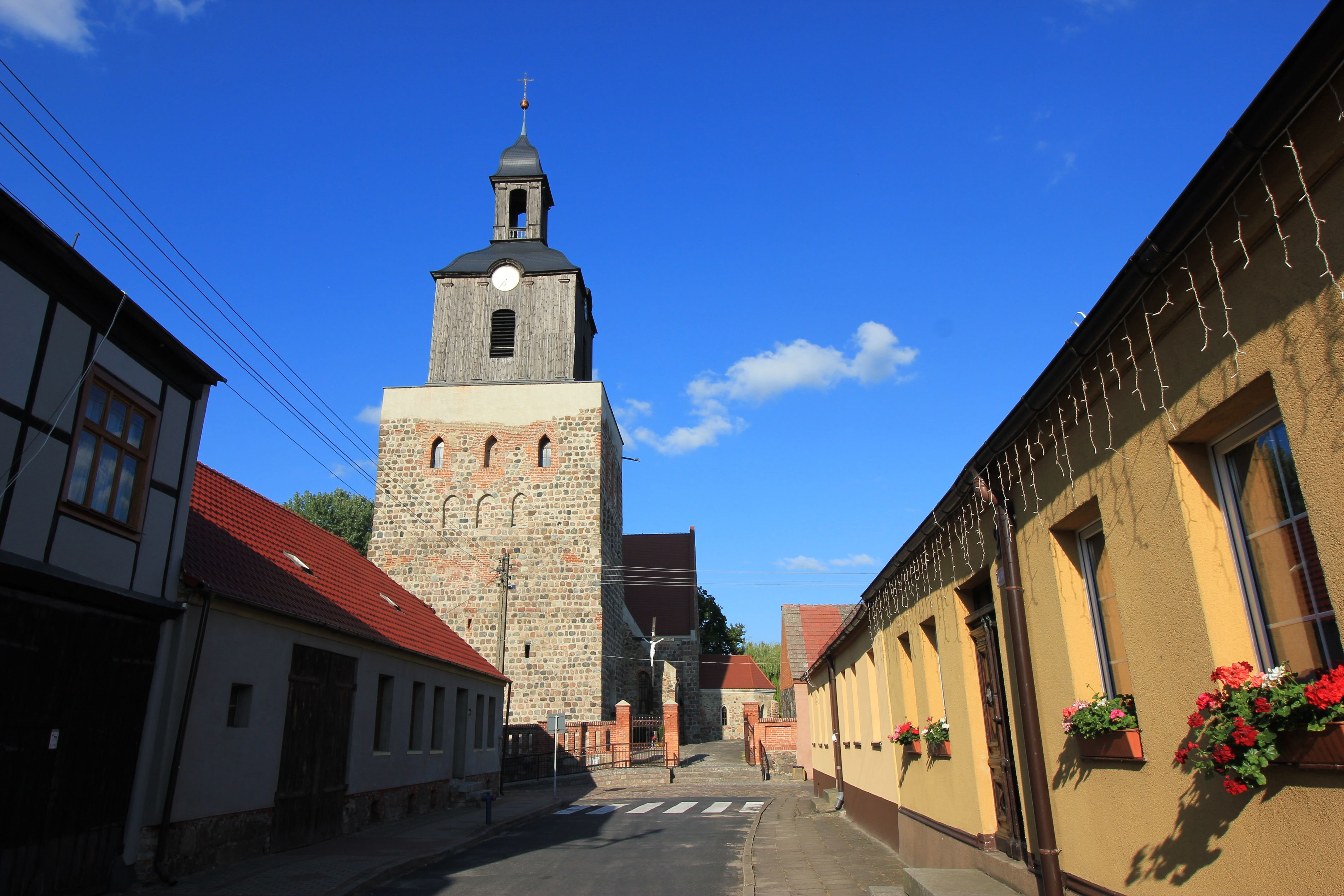
Stadtkirche (14. Jh., bis 1945 evangelische Pfarrkirche)

Am westlichen Ufer des Mohriner Sees befand sich auf einer Halbinsel einst eine frühzeitliche Burganlage, an deren Stelle Markgraf Otto V. etwa 1365 die Stolzenburg errichten ließ. Die Existenz dieser zweiten Burg war nur von kurzer Dauer, bereits 1399 lag sie wieder wüst.
Der Entstehungszeitpunkt der südlich der Halbinsel gelegenen Stadt ist unbekannt. Als Gründer wird der Ritter Otto von Barmenstede angesehen, der 1265 das Patronat über die Kirche abgab. Seit 1306 wurde Mohrin als Stadt genannt. Sie besaß die Rechte einer Immediatstadt, wie das Münzrecht und eigene Gerichtsbarkeit. Mohrin war von einer Stadtmauer mit 28 Weichhäusern umgeben und besaß drei Tore.
Zwischen 1402 und 1454 befand sie sich im Besitz des Deutschen Ordens. Mehrfach durch Stadtbrände verwüstet und im Jahre 1433 von den Hussiten zerstört, entwickelte sich Mohrin wegen seiner Lage abseits aller Handelswege kaum. Im Laufe des 15. Jahrhunderts verlor sie viele Rechte und wurde zu einer adligen Mediatstadt, deren Bewohner vorwiegend Ackerbürger waren. Das Handwerk bestand aus Schuhmachern und Leinewebern. 1783 wütete der letzte große Stadtbrand.
Im 20. Jahrhundert gewann in Mohrin der Tourismus wirtschaftlich an Bedeutung.
Mohrin  gehörte bis 1945 zum Landkreis Königsberg Nm.  im Regierungsbezirk Frankfurt der Provinz Brandenburg.

Denkmal Christian Friedrich Koch
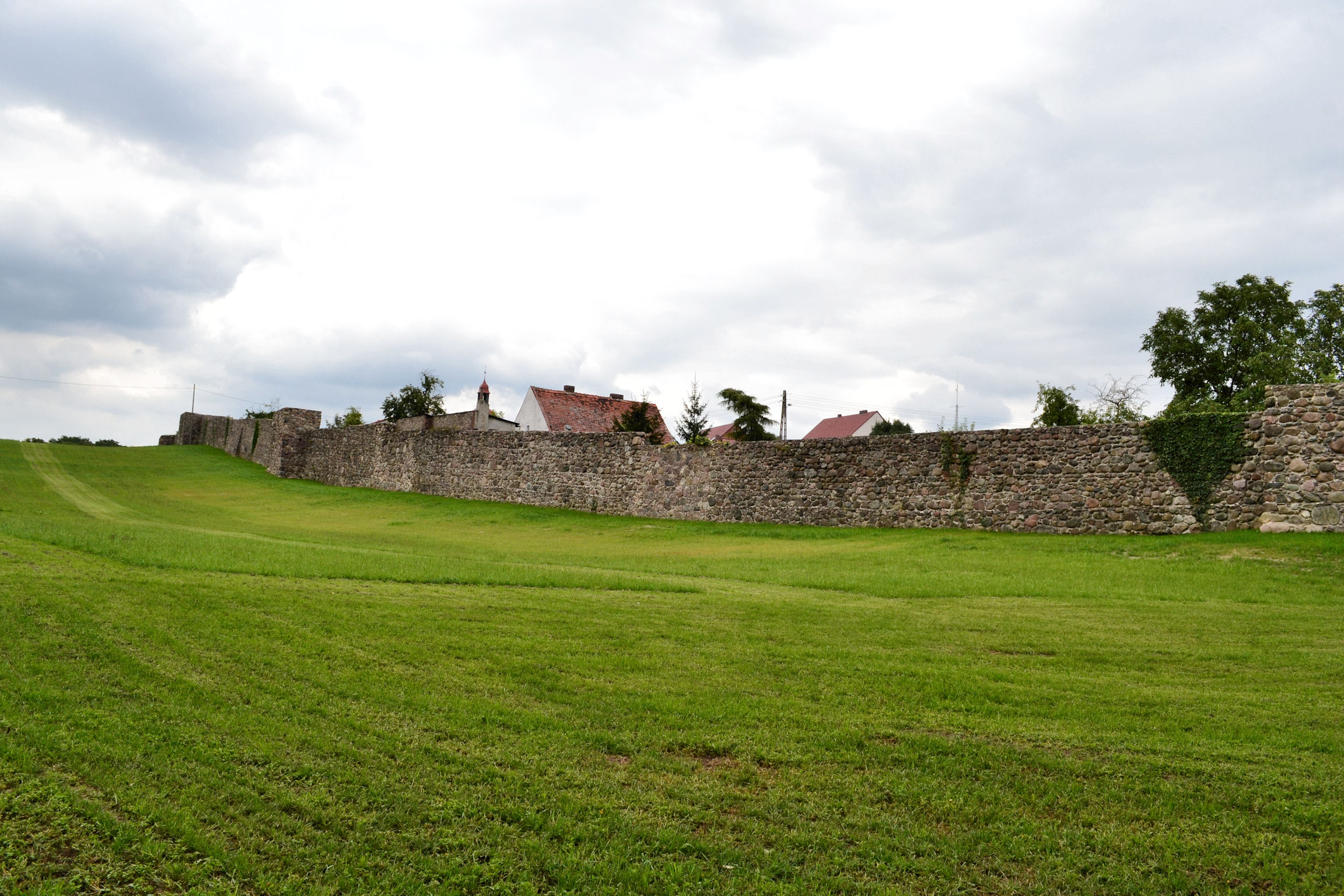
Stadtmauer
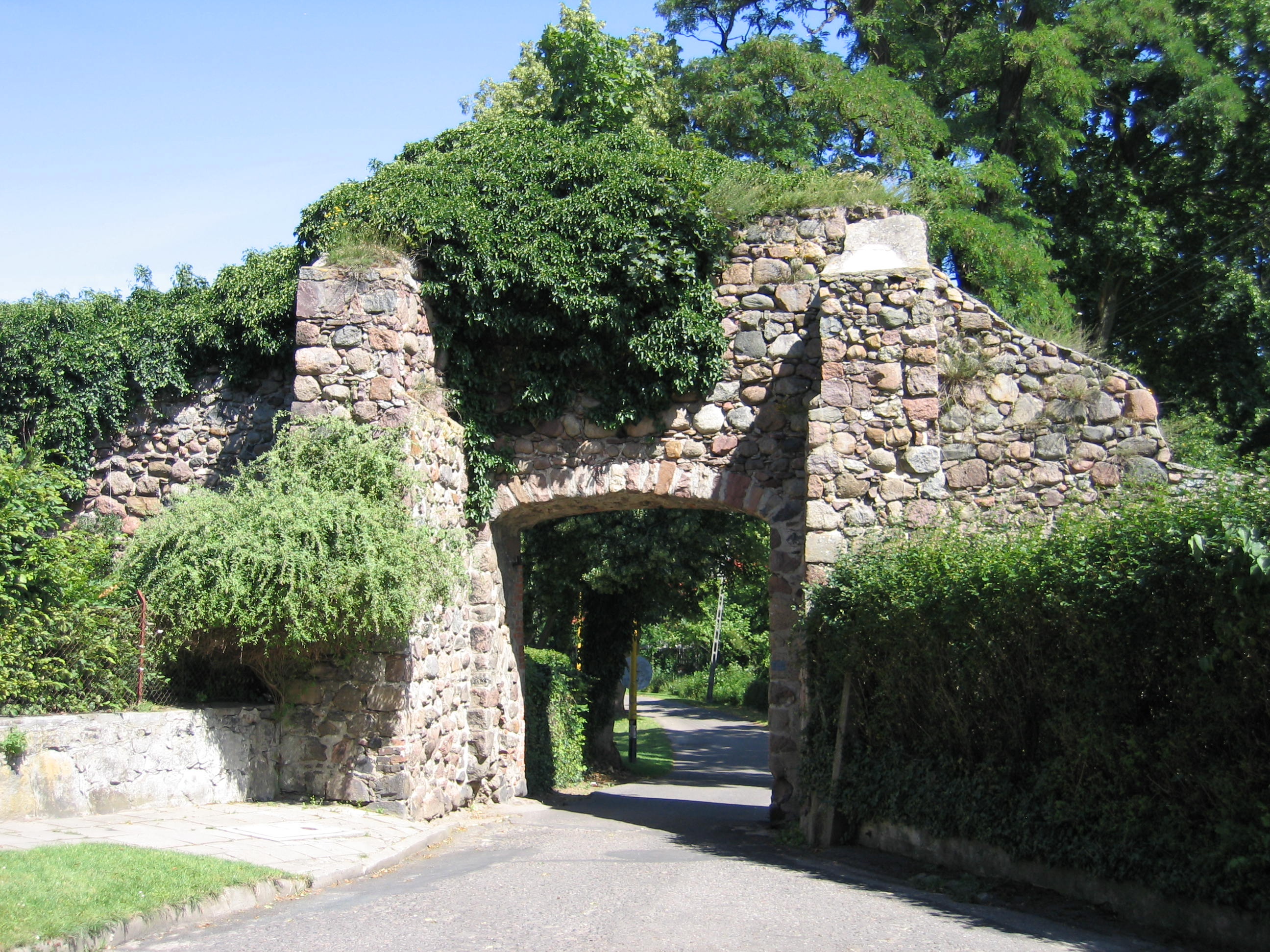
Stadtmauer

Am Ende des Zweiten Weltkriegs flüchtete ein Großteil der Bewohner 1945 vor der herannahenden Front. Nach Kriegsende wurde die Stadt unter polnische Verwaltung gestellt. Zu diesem Zeitpunkt lebten nur noch hundert Einwohner in der Stadt, davon sechzig Deutsche. Es begann die Zuwanderung polnischer Bevölkerung. Den Kriegsflüchtlingen Mohrins wurde nach Kriegsende von der polnischen Verwaltungsbehörde die Rückkehr in ihre Häuser in der Stadt verweigert.
Die in der Stadt verbliebenen Deutschen wurden in der darauf folgenden Zeit vertrieben.
Die Stadt mit dem Mohriner See wird von Wassersportlern und Urlaubern besucht.

### Demographie
| Jahr | Einwohnerzahl | Anmerkungen                                                                                    |
| ---- | ------------- | ---------------------------------------------------------------------------------------------- |
| 1750 | 0637          | [ 2 ]                                                                                          |
| 1801 | 0939          | darunter eine zehnköpfige Schutzjuden-Familie (216 aktive Militärpersonen)                     |
| 1840 | 1206          | [ 2 ]                                                                                          |
| 1850 | 1427          | darunter zwei Katholiken und 64 Juden                                                          |
| 1858 | 1524          | darunter ein Katholik und 52 Juden                                                             |
| 1867 | 1577          | am 3. Dezember                                                                                 |
| 1871 | 1559          | am 1. Dezember, darunter 1499 Evangelische, fünf Katholiken, sechs sonstige Christen, 49 Juden |
| 1905 | 1198          | meist Evangelische                                                                             |
| 1933 | 1285          | [ 7 ]                                                                                          |
| 1939 | 1230          | [ 7 ]                                                                                          |

|
|}

## Verkehr

### Schiene
Zwischen 1892 und 1991 war die Stadt  über den Bahnhof Butterfelde-Mohrin (pl. Przyjezierze-Moryń) an die Bahnstrecke Wriezen–Jädickendorf mit direkten Verbindungen nach Berlin und Königsberg in der Neumark angeschlossen. Nach 1945 war der Schienenstrang über die Oderbrücke unterbrochen, sodass bis 1991 ein Pendelverkehr zwischen Siekierki (ehem. Zäckerick-Alt-Rüdnitz) und Godków (ehem. Jädickendorf) verblieb.

## Städtepartnerschaften
- Bronson (Vereinigte Staaten)
- Joachimsthal (Deutschland, Brandenburg)
- Schwedt/Oder (Deutschland, Brandenburg)[8]

## Sehenswürdigkeiten
Die romanische Stadtkirche ist ein dreischiffiger Feldsteinbau mit freistehendem Turm aus dem 13. Jahrhundert. Das Eichenholz eines alten Holzfensterrahmens im Ostgiebel wurde „um/nach 1260“ gefällt. In ihr befindet sich ein Altar aus Granit, der zuweilen älter als die Kirche angesehen wird, was aber wissenschaftlich umstritten ist. Die Kirche gilt als ein wertvolles Kulturdenkmal in Westpommern.
Vor der Fassade des Pflegehauses, damals Erziehungsanstalt für Kinder, steht ein dem  Stifter Christian Friedrich Koch gewidmetes Denkmal des Bildhauers Heinrich Wefing. Das Denkmal gehört zu den seltenen erhaltenen Werken dieser Art in der Woiwodschaft Westpommern.
Die Stadtmauer ist erhalten, jedoch ohne die Weichhäuser und Tore. Das letzte der ehemals drei Tore, der Spitzbogen der Seepforte ging während oder nach dem Zweiten Weltkrieg verloren.
Wegen der geringen Entwicklung der Stadt blieb der mittelalterliche Stadtgrundriss gut erhalten.

## Gemeinde
Das Gebiet der Stadt- und Landgemeinde hat eine Fläche von 125 km², auf denen etwa 4400 Einwohner leben. Sie umfasst die neun Schulzenämter Bielin (Bellin), Dolsko (Dölzig), Gądno (Guhden), Klępicz (Klemzow), Mirowo (Woltersdorf), Nowe Objezierze (Groß Wubiser), Przyjezierze (Butterfelde), Stare Objezierze (Klein Wubiser) und Witnica (Vietnitz).

## Persönlichkeiten
- Christian Friedrich Koch (1798–1872), deutscher Jurist
- Bernhard Lau (1875–1926), Luftschiffführer
- Walter Kühle (1888–1972), deutscher Politiker (NSDAP)
- Ernst Braun (1893–1963), Neurologe, Psychiater und Hochschullehrer
- Paul Quincy (1944–2013), deutscher Autor und Übersetzer